# Leménil-Mitry
Leménil-Mitry è un comune francese di soli 3 abitanti situato nel dipartimento della Meurthe e Mosella nella regione Grand Est.

## Caratteristiche
È uno dei comuni meno popolati della Francia, assieme con Rouvroy-Ripont, a quota 2 residenti. Altri comuni meno popolati sono i 6 comuni a zero abitanti fra i 9 villaggi francesi distrutti durante la prima guerra mondiale, Rochefourchat che conta 1 solo residente e poi Fontanès-de-Sault e Caunette-sur-Lauquet a quota 4. I suoi residenti sono Henry de Mitry, discendente di un'antica famiglia nobiliare e sindaco dal 1977, e sua moglie.

## Società

### Evoluzione demografica
Abitanti censiti

## Curiosità
Il candidato presidenziale Nicolas Sarkozy ha ottenuto 8 voti (100% dei voti validi) in questo comune nel primo turno delle elezioni presidenziali del 2007, malgrado il fatto che Leménil-Mitry abbia solo due abitanti censiti. Al primo turno delle elezioni presidenziali  del 2017 è stato l'unico comune lorenese dove non hanno vinto i due candidati che hanno superato il ballottaggio (Emmanuel Macron e Marine Le Pen) ma François Fillon che ha ottenuto 4 voti (80%) e un voto è andato a Nicolas Dupont-Aignan.